# Arco (música)

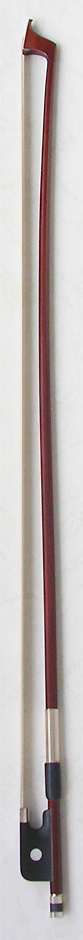
Um arco de violoncelo

O arco é um dispositivo utilizado para produção de som em idiofones ou cordas a partir da fricção destes com um feixe de crina.
O arco é feito de madeira (especialmente de pau-brasil) e fios de crina de cavalo (ou de plástico tipo nylon), que são ajustados às duas extremidades da peça de madeira, longa e curva. A crina tem ajuste de tensão feito por um parafuso colocado no talão, extremidade que é segurada pela mão direita do músico (a outra extremidade do arco denomina-se ponta). A crina deve ser afrouxada quando o arco não está sendo usado para preservar a flexibilidade da madeira.
Dentre os instrumentos mais comuns que utilizam o arco estão as cordas, como é caso do violino, a viola, o violoncelo e o contrabaixo. É também utilizado em outros instrumentos, como vibrafones (friccionando a borda da tecla) e serrote.

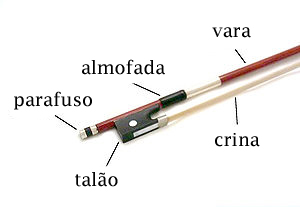
Partes de um arco. A parte superior (à esquerda) chama-se "ponta"

Sua utilização é análoga à da respiração para os cantores ou para os instrumentistas de sopro, visto que seu tamanho é limitado. Os movimentos e a articulação constituem a dicção dos sons e a articulação das células rítmicas e melódicas. As nuanças sonoras, o colorido e a dinâmica musical estão intimamente ligados à condução do arco e, no caso dos instrumentos de cordas, à precisão da sincronia entre os movimentos da mão esquerda e da mão direita.
Note-se que os arcos não são construídos por luthiers, mas por arqueteiros, tratando-se de duas profissões claramente distintas.

## Ver Também
- Guitarra com arco